# Bury St Edmunds (stacja kolejowa)
Bury St Edmunds (ang: Bury St Edmunds railway station) – stacja kolejowa w Bury St Edmunds, w hrabstwie Suffolk, w Anglii, w Wielkiej Brytanii. Stacji i wszystkie pociągi są obsługiwane przez National Express East Anglia.
Zaprojektowany przez Sancton Wood (architekt stacji kolejowych z Ipswich i Cambridge, jak również wielu stacji w Irlandii, z których główną jest stacja Heuston, w Dublinie), stacja została oficjalnie zainaugurowana w listopadzie 1847 roku, jedenaście miesięcy po otwarciu linii Eastern Union Railway z Ipswich.
Najbardziej wartą podkreślenia cechą tej stacji, która jest zbudowana z czerwonej cegły z elementami kamienia, jest para wież (pierwotnie powiązane wspólnych dachem, usuniętym w 1893) po obu stronach torów na wschodnim krańcu układu. Jako pierwsza zbudowana stacja - jako czołowa - stacja miała cztery tory, choć w praktyce tylko jeden był używany zanim linia została przedłużona do Newmarket w 1854 roku. Dzisiaj szeroka przestrzeń rozdziela dwa tory.